# Anouk

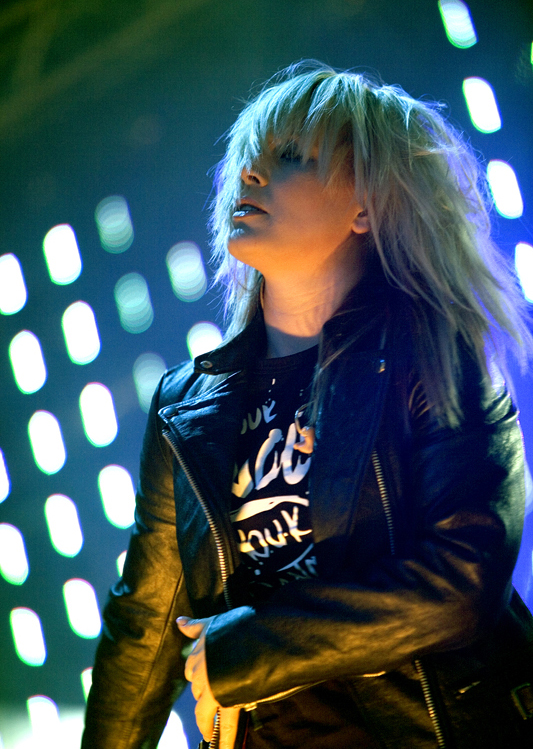
Anouk.

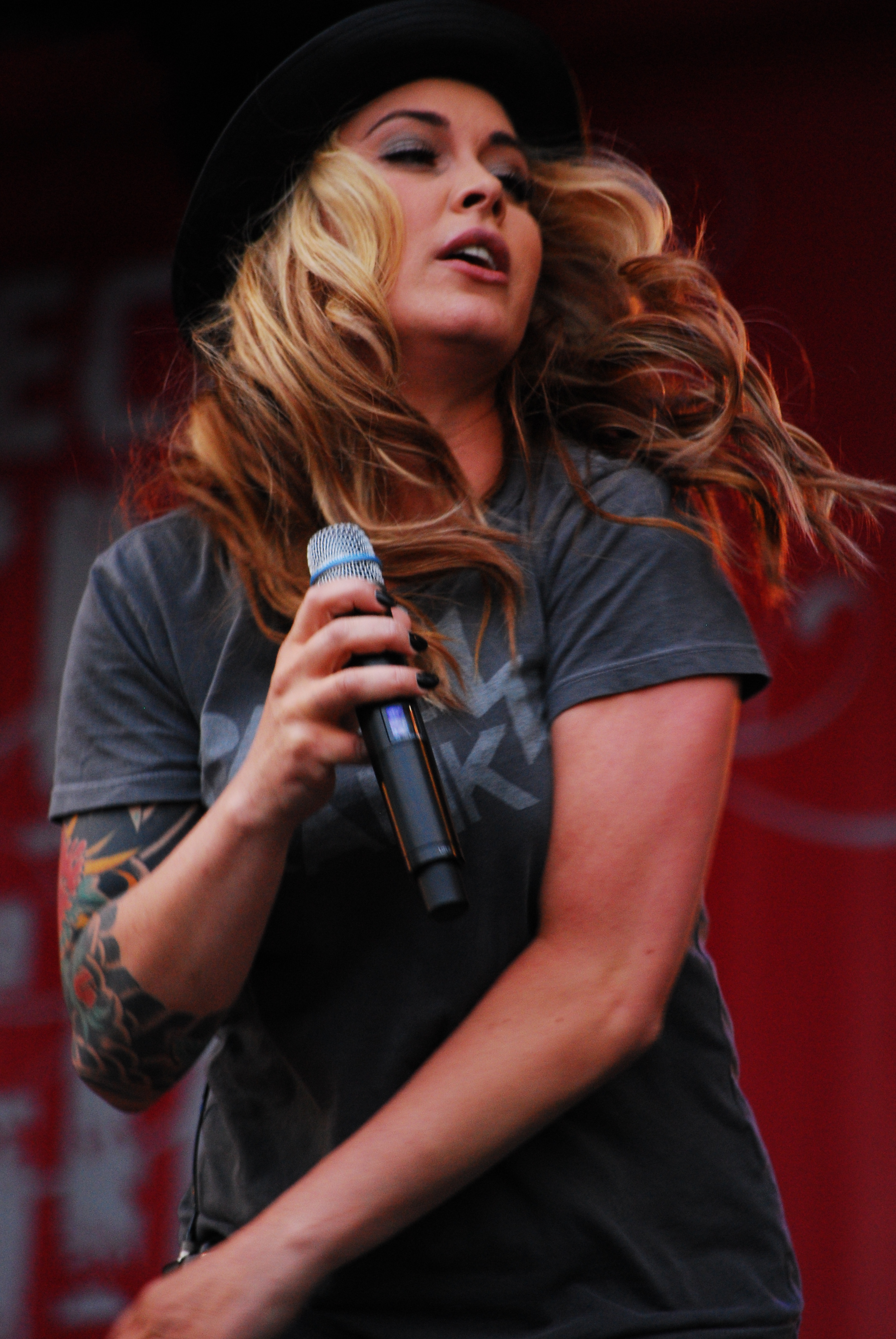
Anouk live 2008.

Anouk Teeuwe, eller bara Anouk, född 8 april 1975 i Haag, är en nederländsk sångerska. Hennes största hit är "Nobody's Wife" från 1997.

## Biografi
Anouks mamma var bluessångerska och det var så Anouk blev intresserad av musik. Till en början sjöng hon på bröllop och fester med bandet Shotgun Wedding, men hon mötte Barry Hay från Golden Earring som trodde på henne och skrev låtar till henne. Bland annat skrev han "Mood Indigo", som blev Anouks första singel. Hon mötte också Bart van Veen som hon började skriva låtar ihop med. Hennes andra singel, "Nobody's Wife", gavs ut 5 september 1997 och hamnade på topp 10 i Nederländerna, Norge, Sverige och Finland. Debutalbumet Together Alone hamnade också högt på listor i Europa.
Anouks andra album Urban Solitude gavs ut i november 1999. Kort efter det åkte hon till USA med intentionen att skaffa sig ett amerikanskt skivkontrakt. Det lyckades inte, så hon återvände till Holland utan kontrakt. Hon gav ut en ny singel, "Don't", och turnerade i Holland.
I mars 2001 gav hon ut albumet Lost Tracks, som innehöll akustiska versioner av gamla låtar samt b-sidor. I november 2002 kom albumet Graduated Fool, som hade ett tyngre sound än de tidigare skivorna. I december 2004 kom albumet Hotel New York, och från den gavs det ut fyra singlar. Hennes senaste album, Who's Your Momma, kom 2008.
Anouk flyttade till Ohio i USA i december 2005.
Anouk representerade Nederländerna i Eurovision Song Contest 2013 i Malmö med låten "Birds", Låten var skriven av Martin Gjerstad, Tore Johansson och Anouk själv.

## Familj
Anouk var gift med sin manager Edwin Jansen fram till 1998. Från år 2004 till 2008 var hon gift med Remon Stotijn, som är medlem i bandet Postmen. De fick tre barn, Benjahmin Kingsley, född 18 april 2002, Elijah Jeramiah, född 5 december 2003 och Phoenix Ray, född 3 juni 2005. Hon har även sönerna Jesiah Dox, född 2010 med rapparen Unorthadox (Robert Coenen) och Sion Jethro, född i juni 2014 med Seraino Dalgliesh samt dottern Jelizah Rose, född juni 2016 med basketspelaren Dominique Schemmekes.

## Diskografi
- Together Alone (1997)
- Urban Solitude (1999)
- Lost Traks (2001)
- Graduated Fool (2002)
- Update (2004) (live acoustic)
- Hotel New York (2004)
- Anouk is Alive (2006) (live in Rotterdam)
- Who's Your Momma (2007)
- Live At Gelredome (2008)
- For Bitter Or Worse (2010)
- To Get Her Together (2011)
- Sad Singalong Songs (2013)
- Live at Symphonica in Rosso (2014)
- Paradise and Back Again (2015)
- Fake iIt Till We Die (2016)
- Queen For a Day (2016)
- Wen D'r Maar Aan (2018)
- Trails of Fails (2022)
- Deena & Jim (2023)

## Videografi
- Lost Tracks (2001) (videoclips)
- Close Up (2004) (festival performances)
- Anouk is Alive (2006) (2dvd live in Rotterdam)
- Live at GelreDome (2008) (2dvd live in Arnhem)